# Bergeronnette grise
Motacilla alba
Espèce
Statut de conservation UICN

 LC  : Préoccupation mineure
La Bergeronnette grise (Motacilla alba), aussi appelée Hochequeue gris, est une espèce de petits passereaux de la famille des motacillidés la même que les pipits et la sentinelle. Cette espèce niche dans la plus grande partie de l'Europe et de l'Asie, ainsi que dans certaines parties de l'Afrique du Nord. Elle est sédentaire dans la partie la plus douce de son habitat et migre vers le sud dans les autres cas. Autrefois, elle était également appelée « lavandière » comme en parle Georges-Louis Leclerc de Buffon dès 1778. Elle est considérée comme un emblème national en Lettonie.

## Description

### Mensuration
La Bergeronnette grise mesure entre 16 et 19 cm, avec sa longue queue agitée par des hochements, elle pèse environ 25 g.

### Plumage
La Bergeronnette grise est principalement bicolore. 

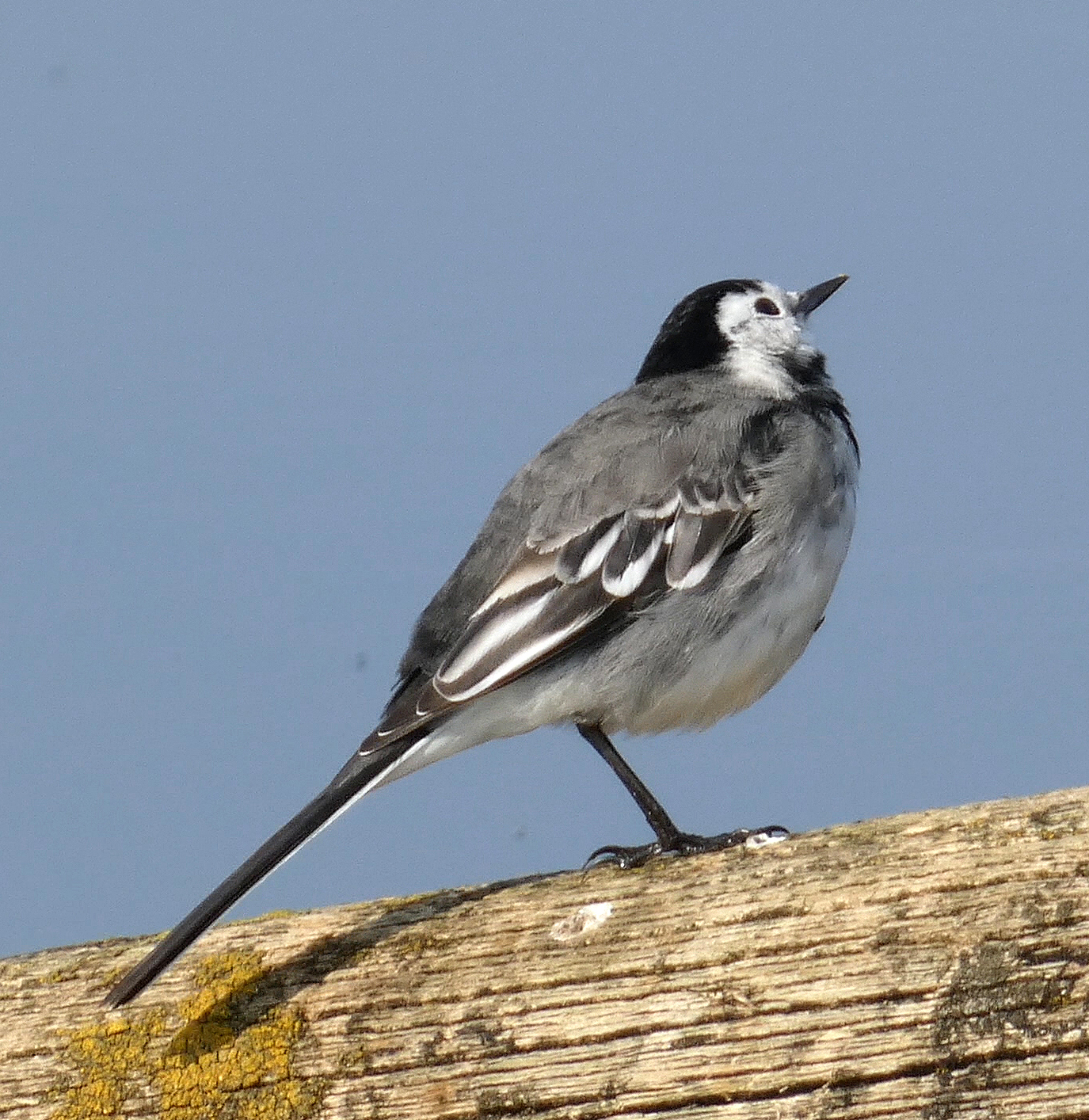
Lac de Grandlieu (France)

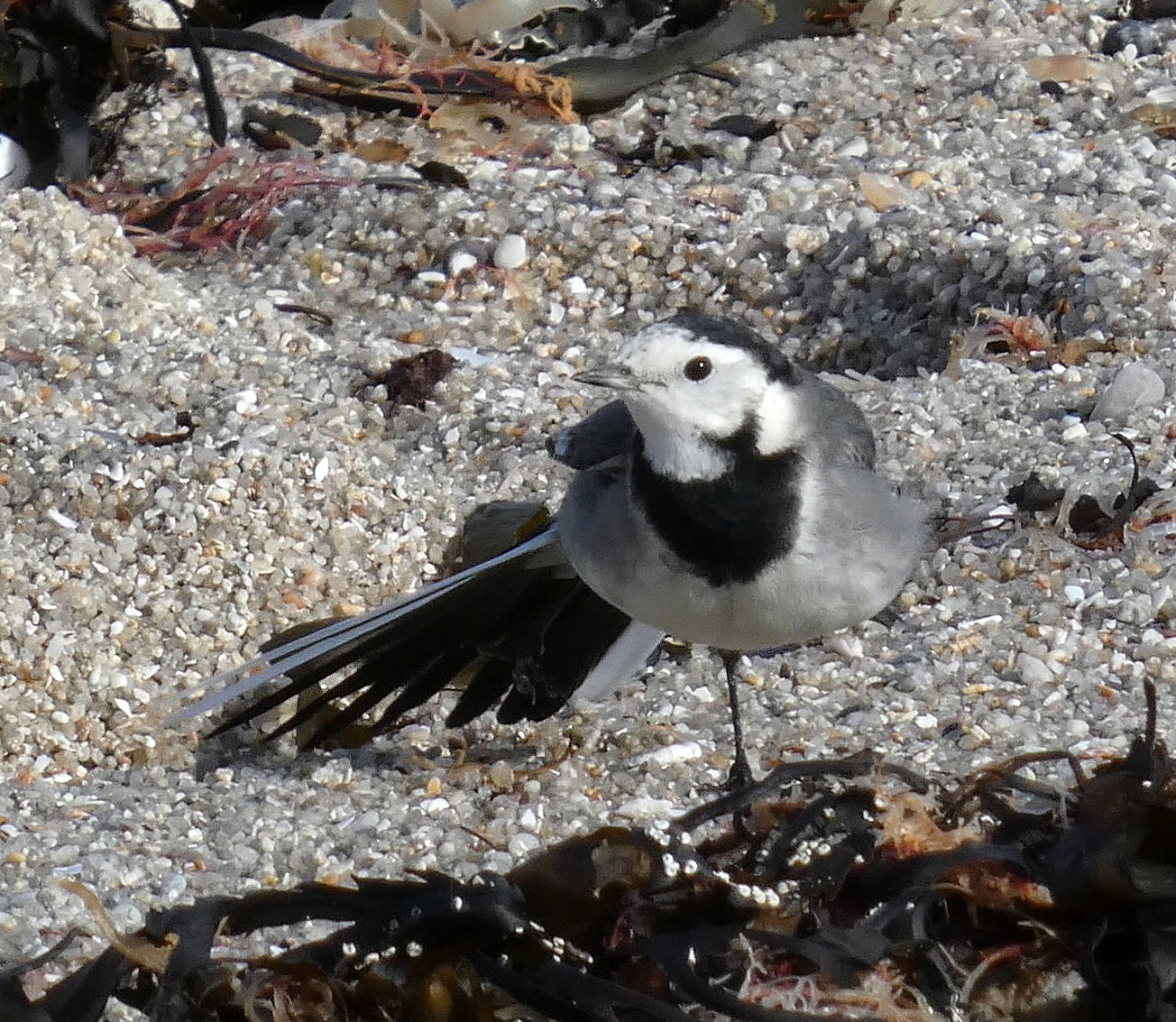
Le Croisic (France)

Au printemps, la femelle a moins de noir sur la tête et la gorge, et son front est taché de sombre. 
En hiver, le mâle a la calotte et le front gris, le gorge et la tête olivâtres. Les jeunes ont le dessus brunâtre et le dessous jaunâtre.

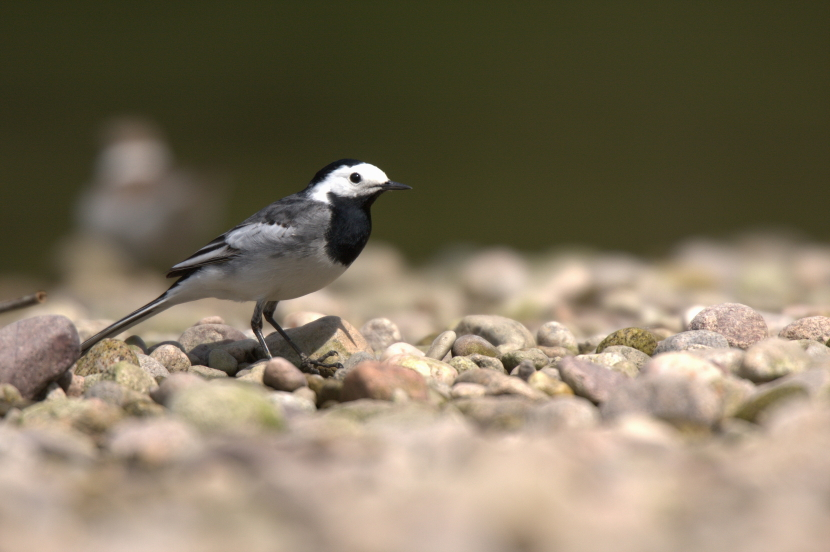
Une bergeronnette grise et sa longue queue caractéristique

## Comportement

### Locomotion
Les bergeronnettes présentent une trajectoire de vol ondulée. À terre, elles agitent constamment leur queue et sont parfois appelées hochequeues.
Au sol, elles piètent, c'est-à-dire qu'elles marchent, une patte devant l'autre, avec de brusques mouvements de la tête. Elles ne sautillent pas comme un rouge-gorge ou un moineau. On peut assez souvent les voir courir à la poursuite d'insectes, volontiers à proximité d'un petit cours d'eau.

### Alimentation
C'est un insectivore se nourrissant essentiellement de mouches, de moustiques et de fourmis. Elle peut picorer les insectes au sol, ou les capturer en plein vol.

### Comportement social

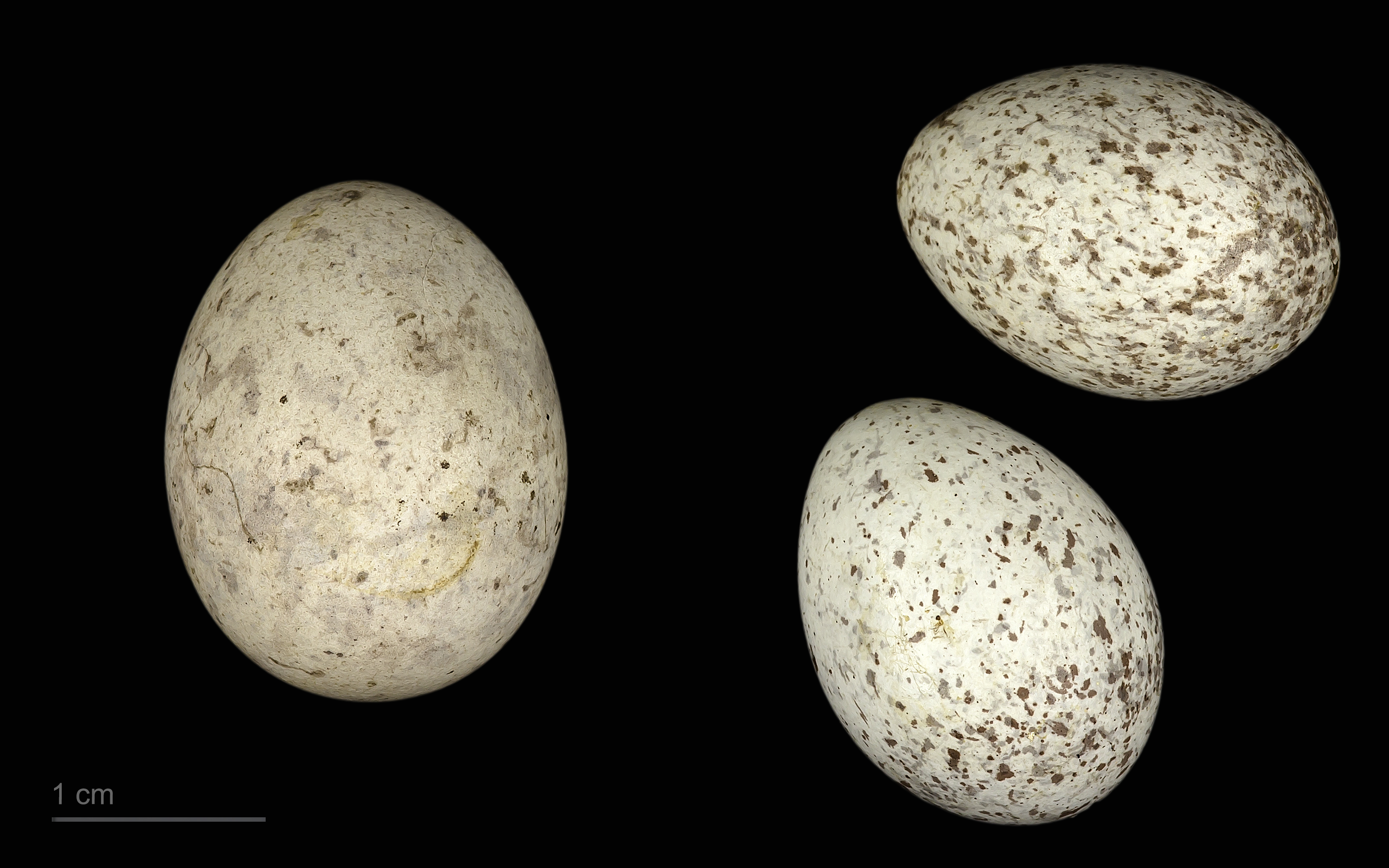
Œuf de Cuculus canorus canorus dans une couvée de Motacilla alba - Muséum de Toulouse

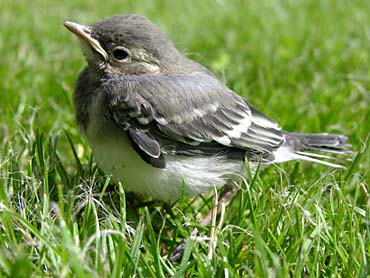
Juvénile

Selon les périodes, la bergeronnette peut présenter un comportement territorial mais en été et en automne, elle forme des dortoirs collectifs, sur des buissons, des arbres ou des roseaux.

### Reproduction

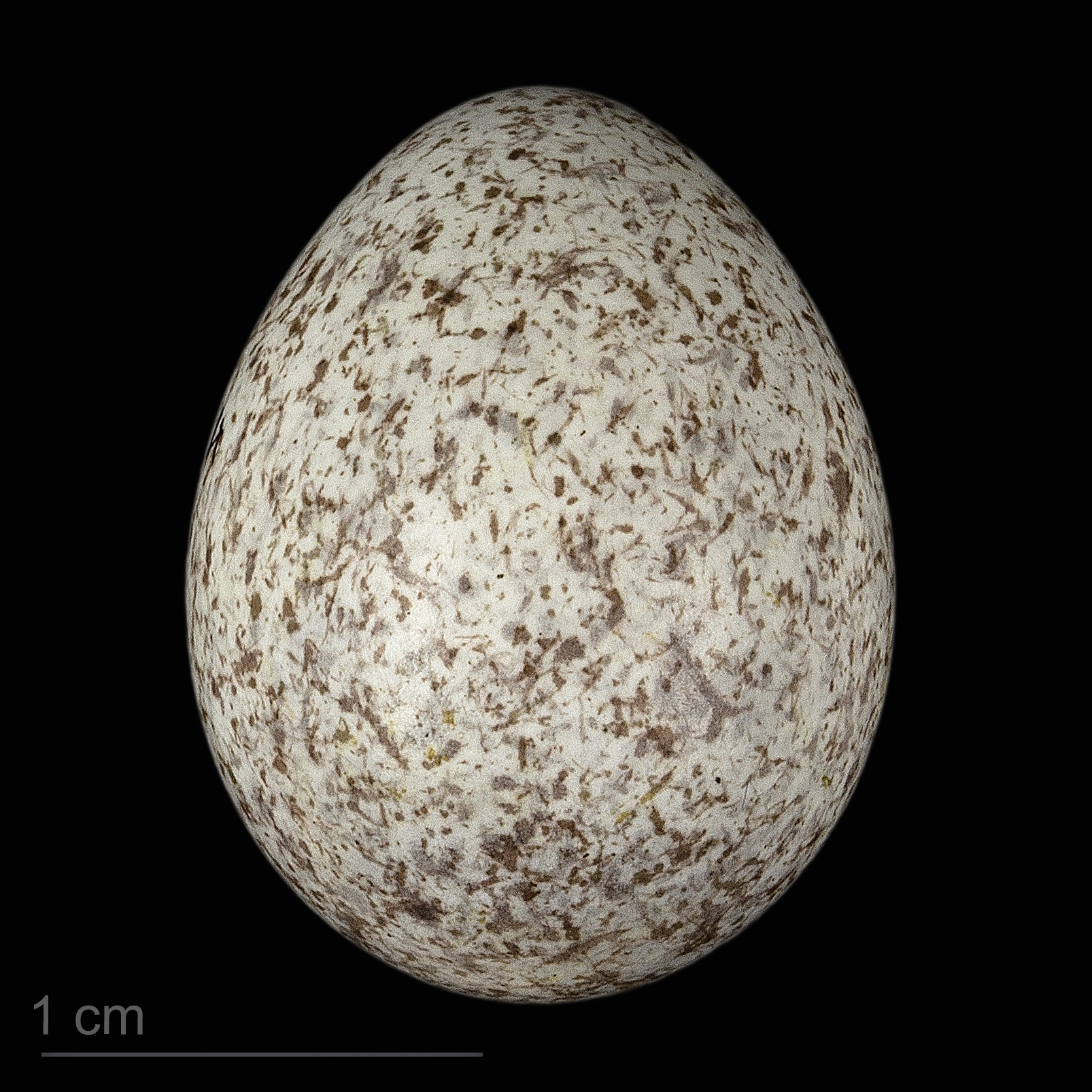
Oeufs de Motacilla alba alba - Muséum de Toulouse

Elle niche entre avril et août, dans les interstices des murs de pierre, sous les toits, sous les ponts ou dans des trous d'arbres; dans une cavité de falaise, de bâtiment, dans une berge. Son nid en forme de coupe est fait d'herbe, de paille, de feuilles et de racines.
La femelle pond 5 à 6 œufs gris foncé qu'elle couve pendant 12 à 14 jours. Les oisillons sont aveugles à la naissance et sont nourris par les deux parents. Ils peuvent voler à partir de quinze jours.
La femelle peut faire 2-3 pontes par an pendant la période de reproduction.

## Habitat et répartition
Elle vit dans des espaces ouverts, souvent à proximité des habitations et des points d'eau.
Cette espèce niche dans la plus grande partie de l'Europe et de l'Asie, ainsi que dans certaines parties de l'Afrique du Nord. Elle est sédentaire dans la partie la plus douce de son habitat et migre vers le sud dans les autres cas.

## Sous-espèces
De neuf à onze sous-espèces sont actuellement reconnues. La bergeronnette à dos noir peut être considérée comme une espèce distincte et M. a. dukhunensis peut être rattachée à M. a. Alba. Des informations sur les différences de plumage et la distribution des sous-espèces de la bergeronnette grise sont présentées ci-dessous.
| Sous-espèces | Distribution | Notes | Image              |
| --- | --- | --- | ------------------ |
| M. a. alba Linnaeus, 1758 | Europe, de la Péninsule ibérique à l'Oural, Turquie, Levant, Irlande, côtes orientales des Îles Féroé et du Groenland. Certaines migrent vers le sud de l'Europe et de l'Afrique jusqu'au Kenya et au Malawi. Parfois, on les trouve en Grande-Bretagne. | Sous-espèces nominotypiques |                    |
| M. a. yarrellii Gould, 1837 tient son nom de William Yarrell (1784-1856), l'auteur de History of British Birds (première édition en 1843). | Grande-Bretagne et Irlande, les oiseaux de la partie nord de l'aire de répartition hivernent en Espagne et en Afrique du Nord, ceux plus au sud sont sédentaires.                                                                                        | La bergeronnette de Yarrell. Elle a un dos beaucoup plus noir que la race nominale, le noir de la gorge continue sur le côté du cou.                                                              |                    |
| M. a. subpersonata M. yarrellii et M. subpersonata sont parfois considérées comme espèces distinctes.                                      | Non-migratoire, résidente du Maroc. | Bergeronnette marocaine. Plus de noir sur la tête que l'espèce de base et ressemble à la sous espèce africaine : dos gris et gorge blanche                                                        |                    |

Les différentes sous-espèces de Bergeronnette grise.

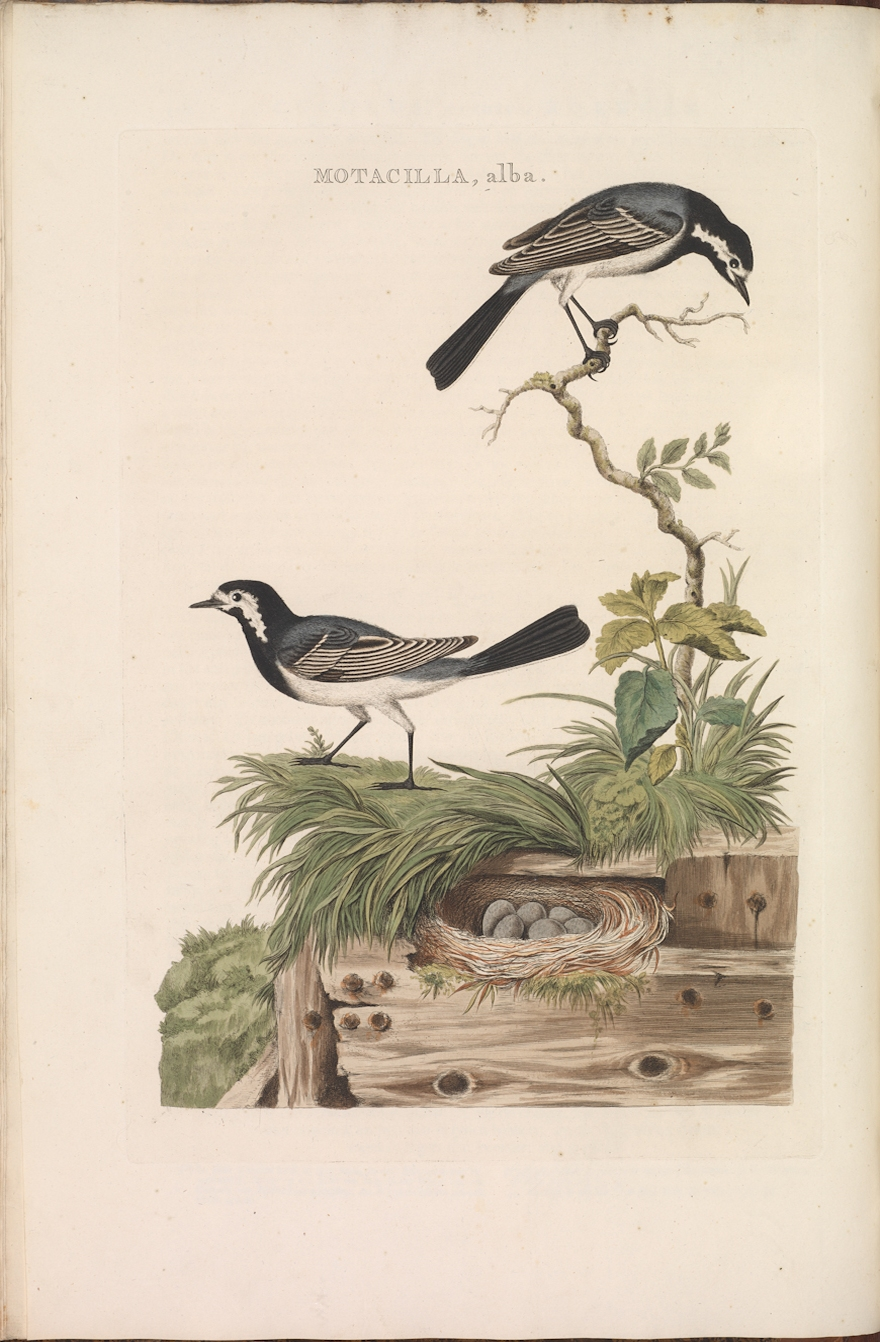
Bergeronnette grise, dans Nederlandsche Vogelen (Oiseaux des Pays-Bas), Tome 2 (1789).

| M. a. dukhunensis Sykes, 1832 | Plaine de l'ouest de la Sibérie – Est de la Mer Caspienne (parties de Russie, Kazakhstan, Ouzbékistan, Turkménistan), hiverne au Moyen-Orient, Inde et Bengladesh. Parfois incluse dans alba.                                                            | Bergeronnette indienne. Le dessus de cette sous-espèces est plus pâle et plus bleu-gris que l'espèce de base. Des taches blanches sont visibles sur les ailes.                                    | M. a. dukhunensis. |
| M. a. persica | Iran, ouest et centre-nord. | Intermédiaire entre M. a. dukhunensis et M. a. personata. Souvent incluse dans alba; semble être hybride ou population intermédiaire.                                                             |                    |
| M. a. personata | Hindu Kush, Tian Shan, montagnes de l'Altaï (nord de l'Iran, Afghanistan, Tadjikistan, Kirghizistan, Kazakhstan, Xinjiang) | Bergeronnette masquée. Tête noire avec un masque facial blanc. |                    |
| M. a. alboides | Himalaya et régions voisines. | Cette sous-espèce a le dos noir et beaucoup de noir autour de la tête, une tache blanche sur les ailes et des bordures blanches sur les plumes secondaires et tertiaires.                         |                    |
| M. a. baicalensis | Russie, secteur du Lac Baïkal, Mongolie | Ressemble à M. a. leucopsis mais dos gris et moins de blanc sur la tête et les ailes. |                    |
| M. a. ocularis | Sibérie, extrême Est, Russie, à l'est du plateau central sibérien, s'étend vers l'ouest de l'Alaska | Similaire à M. a. lugens, mais croupion gris, gris-bleu plus clair et dos plus sombre. |                    |
| M. a. lugens | Russie, extrême Est (Kraï du Primorié, Kraï de Khabarovsk), Péninsule du Kamtchatka, Iles Kouriles, Sakhaline, Japon (Hokkaidō, Honshū). | Bergeronnette à dos noir ou Bergeronnette lugubre Kamchatka/Japanese pied wagtail, semblable à M. a. yarrellii, mais sourcil noir et rémiges blanches ; pourrait constituer une espèce distincte. |                    |
| M. a. leucopsis | Chine, péninsule de Corée, Japon (archipel Ryukyu, Kyūshū), se répand au Japon (Honshū), Asie du Sud-Est, Inde et Océanie | Bergeronnette de l'Amour, |                    |

## La Bergeronnette grise et l'Homme

### Protection
La Bergeronnette grise bénéficie d'une protection totale sur le territoire français depuis l'arrêté ministériel du 17 avril 1981 relatif aux oiseaux protégés sur l'ensemble du territoire. Il est donc interdit de la détruire, la mutiler, la capturer ou l'enlever, de la perturber intentionnellement ou de la naturaliser, ainsi que de détruire ou enlever les œufs et les nids, et de détruire, altérer ou dégrader son milieu. Qu'elle soit vivante ou morte, il est aussi interdit de la transporter, colporter, de l'utiliser, de la détenir, de la vendre ou de l'acheter.